# Roppentzwiller
Roppentzwiller là một xã ở tỉnh Haut-Rhin trong vùng Grand Est ở đông bắc Pháp. Xã này có diện tích 4,15 km², dân số năm 1999 là 760 người. Khu vực này có độ cao 370 mét trên mực nước biển.